# 정윤성 (테니스 선수)
정윤성(1998년 3월 27일~)은 대한민국의 테니스 선수이다. 대한민국 국가대표로 2023년 항저우 아시안 게임에 참가했다.